# جون إي. دبليو. تومسون
جون إي. دبليو. تومسون (بالإنجليزية: John E. W. Thompson)‏ هو دبلوماسي وطبيب أمريكي، ولد في 1855 في بروكلين في الولايات المتحدة، وتوفي في 6 أكتوبر 1918 في بريدجبورت في الولايات المتحدة بسبب طعن.